# Mário de Assis César
Mário de Assis César (Pindamonhangaba, 1906 - 1993) foi um professor brasileiro.

## Biografia
Filho do Capitão Alfredo César, rico fazendeiro do café e de Maria Rita de Assis (Salgado) César, nasceu no dia seis de março de mil, novecentos e seis, na Fazenda S. Bom Jesus do Ipiranga, entre os municípios de Taubaté e Pindamonhangaba. Em Pindamonhangaba, viveu seus oitenta e sete gloriosos anos. Cursou Medicina da Escola de Medicina do Rio de Janeiro e formou-se cirurgião dentista na Faculdade de Farmacia e Odontologia de São Paulo] e com pós-graduação em Filosofia pelo Escola de Educação Caetano de Campos, ambas incorporadas a Universidade de São Paulo.
Autor da bandeira de sua amada Pindamonhangaba, oficializada pela lei nº 55 de 06/0/7/1950.
Lutou na Revolução Constitucionalista de 1932, professor e fundador do antigo Colégio João Gomes de Araúgo e do Colégio Comercial João Romeiro.